# 소율
소율(1991년 5월 15일~)은 대한민국의 걸 그룹 크레용팝의 이전 구성원이다.

## 학력
- 숭신여자고등학교 (졸업)
- 성신여자대학교 미디어영상연기학과 (학사)

## 음반 활동

### 개인 음반
| 번호 | 앨범 정보                             | 트랙 리스트                                  |
| ---- | ------------------------------------- | -------------------------------------------- |
| 1    | 〈Y-Shirt〉 - 발매일: 2015년 1월 12일 | 1. Y-Shirt (feat. 양정모) 2. Y-Shirt (inst.) |

## 출연 작품

### 예능
- 2012년 12월 13일 온게임넷 켠김에 왕까지 153회
- 2013년 8월 8일 온게임넷 켠김에 왕까지 183회
- 2020년 10월 8일 ~ 2021년 1월 26일 MBN 미쓰백 - 참가자 출연
- 2021년 1월 6일 MBC 황금어장 라디오스타 - 백지영, 슈카월드, 김새롬 동반출연
- 2022년 8월 8일 tvN 프리한 닥터 M - 게스트 김영희와 동반출연
- 2023년 3월 18일 JTBC 《아는 형님》게스트